# Autalia ethiopia
Autalia ethiopia är en skalbaggsart som beskrevs av Jan Klimaszewski 1992. Autalia ethiopia ingår i släktet Autalia och familjen kortvingar. Inga underarter finns listade i Catalogue of Life.